# Rattus losea
Rattus losea is een rat die voorkomt op Taiwan, de Penghu-eilanden, Hainan, China ten zuiden van de Yangtze, Vietnam, Laos en Thailand, behalve het zuiden. Rattus osgoodi uit de Vietnamese provincie Tuyen Duc en Rattus argentiventer, die wijdverspreid is in Zuidoost-Azië, zijn waarschijnlijk zijn nauwste verwanten. Ze komen voor tot op 900 m hoogte, meestal in struik- of grasgebieden, op akkers en rond huizen. In het bos zijn ze veel zeldzamer.
Het is een kleine, op de grond levende rat met een korte staart. De meeste dieren hebben een lange, ruige vacht, met wat smalle, zachte stekels. Deze ratten hebben meestal een bruingrijze rug, de buik vuilwit, terwijl de flanken een overgang vormen. De oren zijn lichtbruin. De voeten zijn van boven meestal bedekt met lichtgrijze, soms met grijsbruine haren. Vietnamese exemplaren hebben een wat lichtere rug. Ratten uit Taiwan hebben een donkerdere rug en een grijzere buik. De exemplaren uit de provincie Trat in het zuidoosten van Thailand zijn veel donkerder van kleur. De rug is donkerbruin tot bijna zwart, de buik donkergrijs, soms gemengd met geelgrijs. De voeten zijn grijs of donkerbruin. Waarschijnlijk bestaat er een verband tussen de seizoenen en enkele kenmerken van de vacht. 's Zomers is de vacht harder en stekeliger. 's Winters is de buikvacht iets geler. Meestal is de staart korter dan de kop-romp, behalve op Taiwan. De hele staart is bruin, hoewel de onderkant soms wat lichter is. De achtervoeten zijn lang en smal. De schedel is klein en gedrongen. Jonge dieren hebben een donkerdere, zachtere en fijnere vacht dan volwassen exemplaren. Vrouwtjes hebben 1+1+1+2=10 mammae. De kop-romplengte bedraagt 100 tot 295 mm, de staartlengte 75 tot 189 mm, de achtervoetlengte 19 tot 37 mm, de oorlengte 15 tot 24 mm en de schedellengte 32,5 tot 43,5 mm. Het dier heeft 42 chromosomen, zoals veel soorten van Rattus.
Er zijn twee ondersoorten:
- Rattus losea sakeratensis (populaties op het vasteland en Hainan)
- Rattus losea losea (Taiwan en de Penghu-eilanden)